# Two Lucky Jims
Two Lucky Jims è un cortometraggio muto del 1910 diretto da Frank Beal.

## Trama
Una ragazza ha due pretendenti, ambedue di nome Jim. La candidatura di Jim il Grasso viene appoggiata dalla madre della ragazza, mentre il padre della stessa appoggia Jim il Magro. Ma la figlia è innamorata di un terzo giovanotto che riesce a scappare con la sua bella: la coppia lascia così con le pive nel sacco i due Jim che si rendono conto di essere stati presi per il naso dalla dolce fanciulla dei loro sogni. I due innamorati trovano un giudice di pace che costringono a sposarli praticamente puntandogli addosso una pistola.
Passato qualche anno, i due Jim, ancora innamorati, si recano a casa del loro fortunato rivale: trovano il marito che sbriga i lavori di casa, mentre la moglie se ne sta in panciolle. La casa della coppia felice è una bolgia, invasa da bambini urlanti: l'uomo, da amante ardente, è diventato un marito succube. I due Jim, sfortunati in amore, si rendono conto che la loro sfortuna li ha salvati da un destino infelice e si congratulano per quella che è diventata la loro fortuna.

## Produzione
Il film fu prodotto dall'American Film Manufacturing Company.

## Distribuzione
Distribuito dalla Motion Picture Distributors and Sales Company, il film - un cortometraggio in una bobina - uscì nelle sale cinematografiche degli Stati Uniti l'8 dicembre 1910.